# College of the Redwoods
Het College of the Redwoods (CR) is een Amerikaans openbaar community college in de Californische stad Eureka. Aan community colleges worden opleiding van twee of vier jaar gedoceerd; de meeste studenten gaan hierna naar een universiteit om een bachelordiploma te behalen of komen op de arbeidsmarkt terecht. Het College of the Redwoods maakt deel uit van het California Community Colleges System. De school werd in 1964 opgericht na een volksraadpleging in Humboldt County.
Er studeren ongeveer 8680 studenten aan het College of the Redwoods. Daarmee is het een van de grotere community colleges. De school biedt verschillende soorten opleidingen aan, zowel beroepsopleidingen als academische studieprogramma's.

## Campus
College of the Redwoods heeft haar campus in het uiterste zuiden van Eureka in Humboldt County. De campus ligt in een van de kustwouden en biedt een uitzicht over de omliggende natuurgebieden. 
Naast de hoofdcampus, heeft het College nog twee satellietcampussen: CR Del Norte in Crescent City en CR Mendocino Coast in Fort Bragg. Daarnaast zijn er nog een aantal andere leslocaties die niet op een campus liggen. Zo is er de Arcata Instructional Site, de McKinleyville Instructional Site, de Eureka Downtown Instructional Site, de Bianchi-boerderij in Shively, de Klamath-Trinity Instructional Site op het reservaat van de Hupa-indianen, en de Garberville Site in het zuiden van de county.